# 丙二酸镧
丙二酸镧是镧的丙二酸盐，化学式为La2(C3H2O4)3，它可由丙二酸和硝酸镧的水合物反应得到。其五水合物具有[La2(H2O)3](C3H2O4)3·2H2O的结构，它受热分解，逐步脱水后得到氧化镧。